# Rocoto relleno
Rocoto relleno ou pimento recheado é um prato típico do Peru, em que o rocoto ou locoto (Capsicum pubescens), um pimento picante, que pode ser verde, amarelo ou vermelho, é recheado com carne, amendoim, ovo cozido e vários condimentos, e se assa no forno.
Os rocotos devem ser abertos na parte superior (onde se prendem à planta), limpos de veios e sementes, e postos a demolhar em água quente com sal; a água deve ser mudada pelo menos duas vezes, durante um dia, para diminuir o picante.
A carne moída é dourada com cebola, alho, malagueta, sal, pimenta, cominho e um pouco de açúcar. Logo que a carne esteja pronta, junta-se amendoim torrado e ligeiramente moído e ovos cozidos picados e recheiam-se os rocotos com esta preparação. Entretanto, mistura-se queijo paria (queijo fresco) com leite e ovos batidos e tempera-se com sal e pimenta; coloca-se uma colherada desta mistura nos rocotos e tapam-se com a parte de cima. Põem-se os rocotos recheados num prato de ir ao forno untado e rodeiam-se de batatas cortadas em pequenos pedaços; salpica-se com salsa picada e assa-se no forno até as batatas estarem macias (em vez destas batatas, os rocotos podem ser servidos com pastel de papa).